# Maria Enrichetta Stuart
Maria, Principessa Reale, Principessa d'Orange e Contessa di Nassau (St. James's, 4 novembre 1631 – Westminster, 24 dicembre 1660), fu la figlia, primogenita tra le femmine, di Carlo I Stuart, re d'Inghilterra, Scozia e Irlanda e della regina consorte Enrichetta Maria di Borbone. Fu moglie di Guglielmo II d'Orange e madre di Guglielmo III d'Orange, divenuto poi re d'Inghilterra, Scozia e Irlanda assieme alla moglie e cugina Maria in seguito alla Gloriosa Rivoluzione.

## Biografia

### Primi anni
Maria Enrichetta nacque il 4 novembre 1631 nel palazzo londinese di St. James, l'allora residenza ufficiale dei sovrani inglesi. Carlo I le conferì il titolo di Principessa Reale nel 1642, inaugurando così la tradizione di assegnare titoli alla figlia maggiore del re. Anche in Francia la tradizione era la medesima: la primogenita del sovrano prendeva il titolo di Madame Royale.

### Matrimonio
Per il matrimonio della figlia, Carlo I aveva scelto uno dei figli del re di Spagna Filippo IV; intanto era giunta notizia della richiesta della mano della Principessa anche da parte di un suo cugino, Carlo Luigi di Wittelsbach, Elettore del Palatinato. Entrambe le proposte si rivelarono inadatte e la Principessa Maria andò in sposa al figlio ed erede di Federico Enrico d'Orange, Statolder d'Olanda e di sua moglie Amalia di Solms-Braunfels: Guglielmo II. Il matrimonio ebbe luogo il 2 maggio del 1641 nella Cappella Reale del Palazzo di Whitehall, a Londra, ma non fu consumato subito a causa della giovane età della sposa. Nel 1642 Maria seguì il marito nelle Province Unite accompagnata dalla madre, Enrichetta Maria. Dal 1644, in qualità di nuora dello Statolder, iniziò la sua vita pubblica.

### Ultimi anni
Nel marzo 1647, suo marito, Guglielmo II, ereditò la carica Statolder dal padre. Ma nel novembre 1650, dopo aver impedito ai suoi oppositori la conquista di Amsterdam, morì a causa del vaiolo. L'unico figlio della coppia, Guglielmo (poi re d'Inghilterra con il nome di Guglielmo III) nacque pochi giorni dopo.
Maria dovette combattere per mantenere sotto il suo controllo l'educazione del figlio, su cui avanzavano diritti la nonna Amalia, vedova di Federico Enrico e l'elettore di Brandeburgo Federico Guglielmo. La figura di Maria non godeva di particolare popolarità presso i cittadini olandesi a causa dei suoi troppo intensi rapporti con la corona inglese. La sua posizione sembrò ancora più compromessa quando diede ospitalità ai fratelli Carlo e Giacomo, fuggiti dall'Inghilterra, che era divenuta repubblica sotto il Protettorato di Oliver Cromwell ed in seguito di suo figlio Richard. Dopo la partenza dei principi le fu impedito di ospitare altri suoi parenti. Dal 1654 al 1657 Maria passò gran parte del suo tempo distante dai Paesi Bassi; ma nel 1657 divenne ufficialmente reggente per il figlio, ancora troppo giovane per governare sul Principato d'Orange. La sua situazione non era però migliorata ed ella dovette chiedere l'aiuto esterno del cugino, il re di Francia Luigi XIV.
La situazione di Maria e del figlio migliorò dopo la restaurazione della monarchia in Inghilterra e l'ascesa al trono del fratello Carlo II.
Nel 1660, la Principessa tornò in Inghilterra e vi morì di vaiolo nel Palazzo di Whitehall. Fu seppellita nell'Abbazia di Westminster nella cripta della bisnonna [[Maria Stuarda]]

## Ascendenza
|                                     |                    |                              | Genitori                             |  |  | Nonni |  |  | Bisnonni                    |  |  | Trisnonni                       |  |
|                                     |                    |                              |                                      |  |  |       |  |  | Enrico Stuart, Lord Darnley |  |  | Matthew Stuart, conte di Lennox |  |
|                                     |                    |                              |                                      |  |  |       |  |  | Enrico Stuart, Lord Darnley |  |  | Matthew Stuart, conte di Lennox |  |
|                                     |                    | Margaret Douglas             |                                      |  |  |       |  |  | Enrico Stuart, Lord Darnley |  |  |                                 |  |
| Giacomo I d'Inghilterra             |                    |                              |                                      |  |  |       |  |  | Enrico Stuart, Lord Darnley |  |  |                                 |  |
|                                     |                    | Maria Stuart                 | Giacomo V di Scozia                  |  |  |       |  |  |                             |  |  |                                 |  |
|                                     |                    | Maria Stuart                 | Giacomo V di Scozia                  |  |  |       |  |  |                             |  |  |                                 |  |
|                                     |                    | Maria Stuart                 | Maria di Guisa                       |  |  |       |  |  |                             |  |  |                                 |  |
| Carlo I d'Inghilterra               |                    | Maria Stuart                 |                                      |  |  |       |  |  |                             |  |  |                                 |  |
|                                     |                    | Federico II di Danimarca     | Cristiano III di Danimarca           |  |  |       |  |  |                             |  |  |                                 |  |
|                                     |                    | Federico II di Danimarca     | Cristiano III di Danimarca           |  |  |       |  |  |                             |  |  |                                 |  |
|                                     |                    | Federico II di Danimarca     | Dorotea di Sassonia-Lauenburg        |  |  |       |  |  |                             |  |  |                                 |  |
| Anna di Danimarca                   |                    | Federico II di Danimarca     |                                      |  |  |       |  |  |                             |  |  |                                 |  |
|                                     |                    | Sofia di Meclemburgo-Güstrow | Ulrico III di Meclemburgo-Güstrow    |  |  |       |  |  |                             |  |  |                                 |  |
|                                     |                    | Sofia di Meclemburgo-Güstrow | Ulrico III di Meclemburgo-Güstrow    |  |  |       |  |  |                             |  |  |                                 |  |
|                                     |                    | Sofia di Meclemburgo-Güstrow | Elisabetta di Danimarca              |  |  |       |  |  |                             |  |  |                                 |  |
| Maria Enrichetta, principessa reale |                    | Sofia di Meclemburgo-Güstrow |                                      |  |  |       |  |  |                             |  |  |                                 |  |
|                                     | Antonio di Borbone | Carlo IV di Borbone-Vendôme  |                                      |  |  |       |  |  |                             |  |  |                                 |  |
|                                     | Antonio di Borbone | Carlo IV di Borbone-Vendôme  |                                      |  |  |       |  |  |                             |  |  |                                 |  |
|                                     | Antonio di Borbone | Francesca d'Alençon          |                                      |  |  |       |  |  |                             |  |  |                                 |  |
| Enrico IV di Francia                | Antonio di Borbone |                              |                                      |  |  |       |  |  |                             |  |  |                                 |  |
|                                     |                    | Giovanna III di Navarra      | Enrico II di Navarra                 |  |  |       |  |  |                             |  |  |                                 |  |
|                                     |                    | Giovanna III di Navarra      | Enrico II di Navarra                 |  |  |       |  |  |                             |  |  |                                 |  |
|                                     |                    | Giovanna III di Navarra      | Margherita d'Angoulême               |  |  |       |  |  |                             |  |  |                                 |  |
| Enrichetta Maria di Francia         |                    | Giovanna III di Navarra      |                                      |  |  |       |  |  |                             |  |  |                                 |  |
|                                     |                    | Francesco I de' Medici       | Cosimo I de' Medici                  |  |  |       |  |  |                             |  |  |                                 |  |
|                                     |                    | Francesco I de' Medici       | Cosimo I de' Medici                  |  |  |       |  |  |                             |  |  |                                 |  |
|                                     |                    | Francesco I de' Medici       | Eleonora di Toledo                   |  |  |       |  |  |                             |  |  |                                 |  |
| Maria de' Medici                    |                    | Francesco I de' Medici       |                                      |  |  |       |  |  |                             |  |  |                                 |  |
|                                     |                    | Giovanna d'Austria           | Ferdinando I del Sacro Romano Impero |  |  |       |  |  |                             |  |  |                                 |  |
|                                     |                    | Giovanna d'Austria           | Ferdinando I del Sacro Romano Impero |  |  |       |  |  |                             |  |  |                                 |  |
|                                     |                    | Giovanna d'Austria           | Anna Jagellone                       |  |  |       |  |  |                             |  |  |                                 |  |
|                                     |                    | Giovanna d'Austria           |                                      |  |  |       |  |  |                             |  |  |                                 |  |